# Guido Fanconi
Guido Fanconi ( * 1 de enero de 1892 – 10 de octubre de 1979) fue un pediatra suizo. Nacido en Poschiavo, Cantón de los Grisones (it.: Grigioni) en la región suiza de habla italiana, sexto y último hijo de Prieto Antonio Fanconi y Celesta Olgiati. Fanconi es considerado como uno de los fundadores de la pediatría moderna que reconoció la importancia de la bioquímica en la clínica médica.
El bienestar de su familia, que derivaba de la propiedad de una cadena de cafés en España, se convirtió en humo al estallido de la guerra hispano-estadounidense. En 1905 se trasladó a Schiers y, a pesar de las dificultades iniciales relacionadas con el aprendizaje de la lengua alemana, se distinguió en sus estudios. En 1911 obtuvo su bachillerato en Zúrich. Se matriculó en medicina en la Universidad de Lausana y después de continuar sus estudios en Mónaco, Alemania y Zúrich, se graduó en Berna en 1918. En 1920 ingresó en la Kinderspital (Hospital de Niños), Universidad de Zúrich, donde, con la excepción tan sólo un año, permaneció durante 45 años.
En 1929 sucede a Emil Feer como profesor de pediatría y director del Kinderspital.  Bajo su dirección, puso a dicho Hospital como uno de los más renombrados del mundo.  
Hay varias afecciones nombradas en su honor.  En 1927 describe la panmielopatía hereditaria con corta estatura e hiperpigmentación: anemia de Fanconi.  En 1934 los primeros casos de fibrosis quística de páncreas, son descritos en una tesis escrita bajo su dirección.  En 1941 una enorme epidemia de poliomielitis ocurre en Suiza.  Fanconi analiza su epidemiología y halla que el virus no se transmite como una infección, como se presumía, sino siguiendo la vía gastrointestinal como pasa con la fiebre tifoidea.  Su entendimiento de las conexiones patofisiológicas culminan en su predicción de que el síndrome de Down era debido a una anormalidad cromosómica, 20 años antes de que la trisomía 21 fuera descubierta.  También realizó estudios sobre la nefronoptisis.
En 1945 funda una nueva revista pediátrica, Helvetica Paediatrica Acta, que se convierte en una publicación internacionalmente renombrada.  El Dr. Fanconi se retira en 1965 pero continuará en la práctica y en conferencias hasta su deceso.
- Datos: Q123927
- Multimedia: Guido Fanconi / Q123927